# Теракт в отеле «Парк»

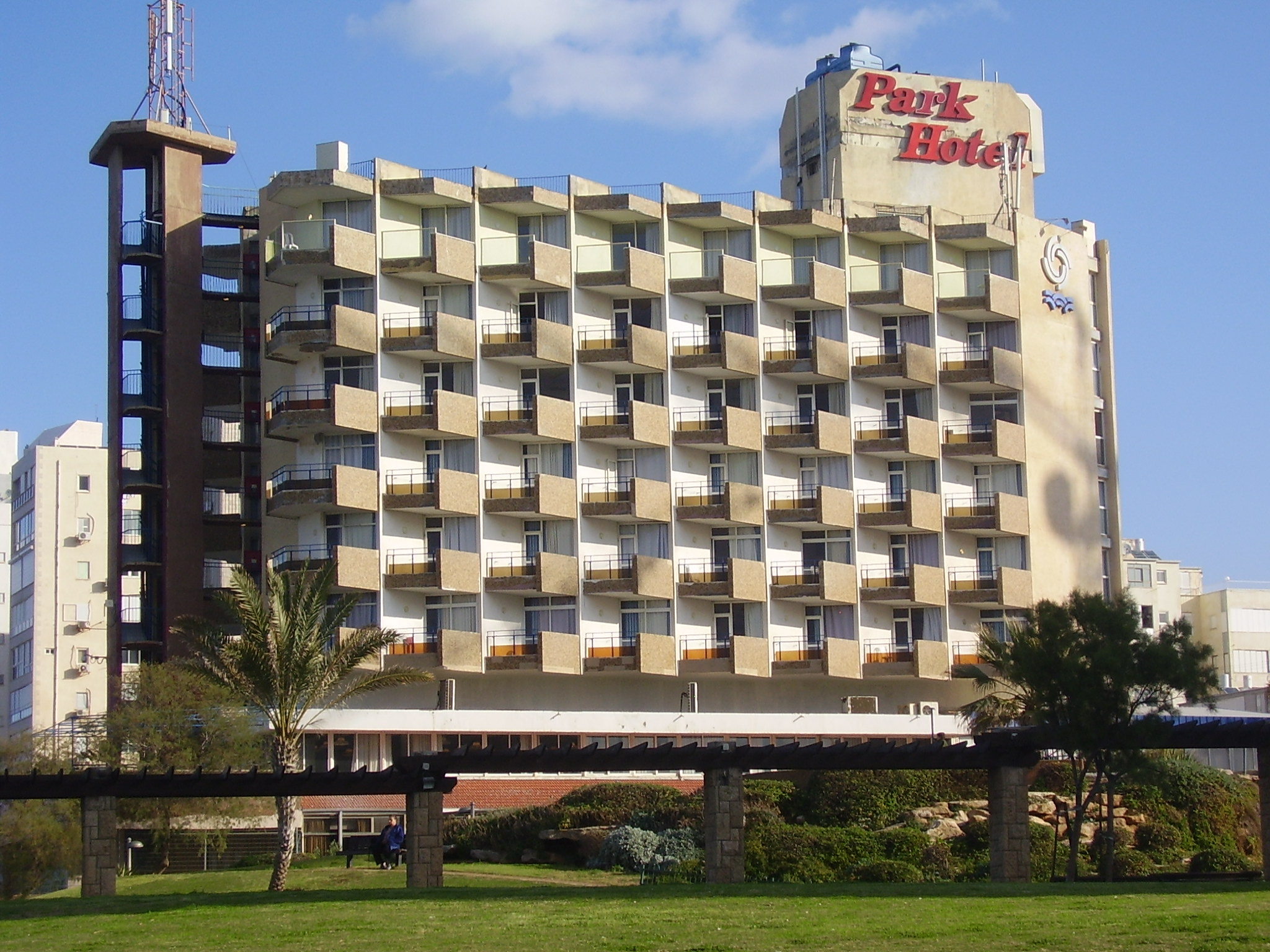
Отель «Парк» в Нетании в 2012 году.

Теракт в отеле «Парк» («Park Hotel») (ивр. הפיגוע במלון פארק‎) — террористический акт, осуществлённый террористом-смертником из организации «ХАМАС», подорвавшим себя 27 марта 2002 года во время Седер Песаха в банкетном зале отеля на набережной Нетании. В результате теракта 30 человек погибли, 140 были ранены. Является крупнейшей по количеству жертв атакой против гражданских лиц во время второй интифады.

## Об отеле
Отель «Парк» — небольшой (90 номеров), находится в Нетании. Два его банкетных зала часто используются для торжественных мероприятий.

## Теракт
27 марта 2002 года, в 19:30 (местное время), арабский террорист-смертник из организации «Бригады мучеников аль-Аксы», Абдель-Бассет Ауда, 25 лет, житель города Туль-Карем (10 километров восточнее Нетании) вошёл в вестибюль отеля «Парк».
В распоряжении террориста был мощный заряд взрывчатки, уложенный в чемодан.
На нем были светлый костюм, шляпа и очки. Охрана отеля не обратила на него внимания, очевидно, приняв за обычного туриста. Террорист вошёл в расположенный рядом банкетный зал, где в тот вечер собрались около 250 человек для того, чтобы отметить наступление праздника Песах. Праздник этот семейный, в зале находились люди разных возрастов — от девяностолетних прадедов до трёхлетних правнуков. Смертник привел в действие взрывное устройство. В результате 30 человек погибли, 140 было ранено.
Ответственность за подготовку и проведение теракта взяли на себя две террористические организации: Хамас и «Бригады мучеников Аль-Аксы» (военизированное крыло ФАТХ).

## Пострадавшие годы спустя
Репатриантка из Украины Анна Вайшбейн, в момент теракта подрабатывавшая в гостинице официанткой и ставшая инвалидом, заняла призовые места на чемпионатах мира и Европы по танцам среди инвалидов.

## Аресты и осуждение участников
10 января 2006 года главарь военизированной группировки террористической организации ХАМАС в Туль-Кареме 39-летний Аббас ас-Саид был приговорён Окружным судом Тель-Авива к 35 пожизненным срокам заключения и ещё 50 годам тюрьмы за организацию терактов-самоубийств в гостинице «Парк» и в торговом центре «ха-Шарон» в Нетании. Обвиняемый отрицал факт того, что он возглавлял боевое крыло ХАМАСа и отвергал свою причастность к терактам. По данным следствия кроме организации терактов-самоубийств, Аббас ас-Саид планировал провести теракт с использованием цианида..
26 марта 2008 года был задержан у собственного дома ещё один участник этого преступления — лидер туль-каремского отделения террористической организации «Бригады Изаддина аль-Касама» (боевики ХАМАС) Умар Абу Джабер. Террорист пытался скрыться, но попал в одну из засад, установленных на подступах к дому.
15 сентября 2009 года спецподразделениями Армии обороны Израиля в деревне Кфар Цуриф близ Бейт Лехема был задержан Мухаммед Харуиш, спланироваший теракт в отеле «Парк». Вместе с ним был арестован его помощник Аден Смара, также причастный к планированию теракта.
Всего в израильских тюрьмах находятся шестеро задержанных с 2002 по 2009 годы, ответственных за бойню в отеле. Они отбывают по 35 пожизненных сроков в дополнение к 150 годам тюремного заключения каждый.
Палестинское агентство MAAN 20 июля 2010 года сообщило о решении израильского военного трибунала, обязавшего палестинских боевиков выплатить отелю 18 миллионов долларов за причиненный ими ущерб.
Аббас ас-Саид обжаловал приговор. По его утверждению суд не принял к сведению полученную от него во время расследования важную информацию. В сентябре 2011 года Верховный суд Израиля отклонил апелляцию Аббаса ас-Саида. «Заявитель ни перед чем не останавливался, осуществляя свой умысел. Мы все слышим крик жертв страшного теракта, их кровь вопиет к нам из земли», — говорится в ответе судьи на апелляцию террориста.

## Палестинская национальная администрация(ПНА) и теракт
После теракта представители служб безопасности ПНА утверждали, что совершивший теракт Абдель Бассет-Одех был объявлен ими в розыск еще в 1998 году.
В апреле 2011 года администрация Махмуда Аббаса наградила Аббаса ас-Саида (ХАМАС), которого израильские власти считают организатором теракта, официальным праздничным знаком. От администрации ПА он получает ежемесячно «жалованье» в размере 12 000 шекелей (свыше $3000).